# مقاومت منفی

ساز و کار عملکرد یک دیود تونلی رزونانسی و مقاومت منفی تفاضلی در مشخصهء خروجی.

مقاومت منفی، از ویژگی‌های بعضی از مدارهای الکتریکی است که در آن افزایش جریان الکتریکی واردشونده به یک درگاه باعث کم‌شدن ولتاژ آن درگاه می‌شود. این در تضاد با مقاومت سادهٔ اهمی است که افزایش ولتاژ را در شرایط مشابه نشان می‌دهند. 
مقاومت‌های منفی نظری‌اند و به‌عنوان قطعه‌ای مجزا وجود ندارند. هرچند که برخی انواع دیودها (برای مثال، دیود تونلی) می‌توانند به‌گونه‌ای به کار گرفته شوند که در قسمتی از دامنهٔ عملیاتی‌شان مقاومت منفی نشان دهند.